# بيتربورو (نيوهامشير)
بيتربورو (بالإنجليزية: Peterborough, New Hampshire)‏ هي بلدة أمريكية تقع في الولايات المتحدة في هيلسبوروغ. يقدر عدد سكانها بـ 6,284 نسمة ومساحتها 98.7 كم2 وترتفع عن سطح البحر 219 متر.

## أعلام
- جون يونغ
- نانسي دوغلاس بوديتش
- فرانك غاي كلارك
- صموئيل سميث
- جون ويلسون
- سام هنتنغتون
- تينا براون
- لورنا مارشال
- جورج إف. كاهيل جونيور
- لاندون تي كلاي